# Bibliothek des Litterarischen Vereins in Stuttgart
Die Bibliothek des Litterarischen Vereins in Stuttgart (kurz BLVS oder BLV, seltener StLV) ist eine Buchreihe mit Ausgaben hauptsächlich deutscher Literatur des Mittelalters und der Frühen Neuzeit. Seine Publikationen in unregelmäßiger Folge erscheinen bis heute.

## Geschichte

### Gründung
Der 1839 von Stuttgarter Regierungs- und Kulturbeamten gegründete namengebende Litterarische Verein hatte weltweit fördernde Mitglieder, unter anderem zahlreiche Staatsoberhäupter, Professoren und Bibliothekare. Treibende Kraft der „Bibliothek“ war zunächst der Tübinger Professor Adelbert von Keller der ab 1849 auch die Präsidentschaft des Vereins übernahm. Über die Edition der Buchreihe hinaus entfaltete der Verein keine Vereinstätigkeit. Weitere namhafte Gesellschafter waren unter anderen: Karl August Barack, Karl Bartsch, Georg von Cotta, Georg Waitz, Wilhelm Wattenbach, Friedrich Zarncke. Protektor war König Karl. Die ersten Bände erschienen bei Ludwig Friedrich Fues. 1920 hörte der Verein auf zu existieren, die Buchreihe wurde jedoch mit dem alten Namen ab 1922 vom Verlag Anton Hiersemann (zunächst Leipzig, seit 1955 Stuttgart) fortgeführt. Beim Georg Olms Verlag sind Reprints von vergriffenen Bänden der Reihe erhältlich.
Viele gemeinfreie Editionen der Reihe liegen heute an verschiedenen Stellen (vor allem bei Google Book Search) digitalisiert im Internet vor.
Innerhalb der BLVS erschienen beispielsweise wissenschaftliche Ausgaben der Mentelin-Bibel und der Zimmerischen Chronik sowie Gesamtausgaben der Werke von Hans Sachs, Jörg Wickram, Andreas Gryphius und Johann Christian Günther. Neuere Großprojekte sind die Editionen der Werke von Martin Opitz und Anton Ulrich Herzog zu Braunschweig und Lüneburg.
Für einen Großteil der Editionen (Bd. 24–266) wählte der Verein für seinen Namen die Schreibweise Litterarischer Verein, in der Frühzeit und seit 1925 (Bd. 267) ist die Schreibweise Literarischer Verein.
2020 erschien Band 354 als Neue Folge 1.

## Bandübersicht
Die folgende Liste enthält bibliographische Angaben zu den einzelnen Bänden und weist frei verfügbare Digitalisate nach. Die Digitalisate der Universität Michigan beruhen auf den Scans von Google, enthalten jedoch zusätzlich unkorrigierten, automatisch erstellten Volltext. Beide Angebote sind mit ungenügenden Metadaten ausgestattet, da in einem Buch zusammengefasste Bände oft nur mit dem ersten Band bibliographisch erfasst wurden. In diesen Fällen wurde eine seitengenaue Verlinkung angestrebt. Ansonsten können solche Bände auch durch Blättern in den verlinkten Digitalisaten gefunden werden.
Achtung: Mit „Google (USA)“ bezeichnete Weblinks enthalten nur beim Abruf aus den USA oder mittels eines in den USA gelegenen Proxyservers vollständige Digitalisate.
Für mit „Michigan (S)“ bezeichnete Links gilt das Gleiche. Ohne US-Proxy bieten sie keinen Scan, aber Suchmöglichkeiten im Volltext.
Ein ebenfalls auf Scans von Google beruhendes Format ist, sofern zurzeit vorhanden, als „archive.org“ diesem nachgestellt, im Internet Archive gespeichert, und bedarf ggf. keines US-Proxy. Weitere Digitalisate sind dort eigenständig vorgenommen worden.
Digitalisate der Bände 1–250 stehen komplett auf Wikimedia Commons zum Download bereit (PDF). Eine Liste der Bände findet sich in Wikisource.
| Band    | Titel | Herausgeber                                                                             | Jahr        | Digitalisat |
| ------- | --- | --------------------------------------------------------------------------------------- | ----------- | --- |
| 1,1     | Fritsche Closener: Strassburgische Chronik | Adam Walther Strobel, Vorwort von Albert Schott                                         | 1842        | Freiburg, Digitalisat in der Google-Buchsuche, archive.org, Michigan                                                   |
| 1,2     | Des schwäbischen Ritters Georg von Ehingen Reisen nach der Ritterschaft | Franz Pfeiffer                                                                          | 1842        | Freiburg, Digitalisat in der Google-Buchsuche, archive.org, Michigan                                                   |
| 1,3     | Aeneas Sylvius Piccolomineus: De viris illustribus | nach Giovanni Domenico Mansi                                                            | 1842        | Freiburg, Digitalisat in der Google-Buchsuche, archive.org, Digitalisat in der Google-Buchsuche, archive.org, Michigan |
| 1,4     | Ott Rulands Handlungsbuch | Franz Pfeiffer, Konrad Dietrich Haßler                                                  | 1843        | Freiburg, Digitalisat in der Google-Buchsuche, archive.org, Michigan                                                   |
| 1,5     | Codex Hirsaugiensis | August Friedrich Gfrörer                                                                | 1843        | Freiburg, Digitalisat in der Google-Buchsuche, archive.org, Michigan                                                   |
| 2       | Fratris Felicis Fabri Evagatorium in Terrae Sanctae, Arabiae et Egypti peregrinationem. Band 1                                                                              | Konrad Dietrich Haßler                                                                  | 1843        | ALO, Digitalisat in der Google-Buchsuche, archive.org, Michigan                                                        |
| 3       | Fratris Felicis Fabri Evagatorium in Terrae Sanctae, Arabiae et Egypti peregrinationem. Band 2                                                                              | Konrad Dietrich Haßler                                                                  | 1849        | ALO, Digitalisat in der Google-Buchsuche, archive.org, Michigan                                                        |
| 4       | Fratris Felicis Fabri Evagatorium in Terrae Sanctae, Arabiae et Egypti peregrinationem. Band 3                                                                              | Konrad Dietrich Haßler                                                                  | 1849        | ALO, Digitalisat in der Google-Buchsuche, archive.org, Michigan                                                        |
| 5,1     | Die Weingartner Liederhandschrift | Franz Pfeiffer                                                                          | 1843        | Digitalisat in der Google-Buchsuche, archive.org, Michigan                                                             |
| 5,2     | Italiänische Lieder des Hohenstaufischen Hofes in Sicilien | Rosario di Gregorio                                                                     | 1843        | Digitalisat in der Google-Buchsuche, archive.org, Michigan                                                             |
| 6       | Briefe der Prinzessin Elisabeth Charlotte von Orleans an die Raugräfin Louise 1676–1722                                                                                     | Wolfgang Menzel                                                                         | 1843        | Wolfgang Menzel (Wikisource)                                                                                           |
| 7,1     | Des böhmischen Herrn Leo’s von Rožmital Ritter-, Hof- und Pilger-Reise durch die Abendlande 1465–1467                                                                       | Johann Andreas Schmeller                                                                | 1843        | Digitalisat in der Google-Buchsuche, archive.org, Michigan, gwdg.de (PDF; 3 MB)                                        |
| 7,2     | Livländische Reimchronik | Franz Pfeiffer                                                                          | 1844        | Digitalisat in der Google-Buchsuche, archive.org, Michigan                                                             |
| 8       | Chronik des Edlen En Ramon Muntaner | Karl Lanz                                                                               | 1844        | archive.org, Digitalisat in der Google-Buchsuche, archive.org, Michigan                                                |
| 9,1     | Bruchstück über den Kreuzzug Friderich’s I. | Friedrich von Reiffenberg                                                               | 1844        | Wikisource-Transkription, commons, Digitalisat in der Google-Buchsuche, archive.org, Michigan                          |
| 9,2     | Ein Buch von guter Speise | Johann Andreas Schmeller                                                                | 1844        | Wikisource-Transkription, commons, Digitalisat in der Google-Buchsuche, archive.org, Michigan                          |
| 9,3     | Die alte Heidelberger Liederhandschrift | Franz Pfeiffer                                                                          | 1844        | Wikisource-Transkription, commons, Digitalisat in der Google-Buchsuche, archive.org, Michigan                          |
| 10      | Urkunden, Briefe und Actenstücke zur Geschichte Maximilians I. und seiner Zeit                                                                                              | Joseph Chmel                                                                            | 1845        | Digitalisat in der Google-Buchsuche, archive.org, Michigan                                                             |
| 11      | Staatspapiere zur Geschichte des Kaisers Karl V. aus dem königl. Archiv und der Bibliothèque de Bourgogne zu Brüssel                                                        | mitgeteilt von Karl Lanz                                                                | 1845        | Digitalisat in der Google-Buchsuche, archive.org, Michigan                                                             |
| 12      | Das Ambraser Liederbuch vom Jahre 1582 | Josef von Bergmann (1796–1872) Geschichtsforscher, Direktor der Ambraser Sammlung       | 1845        | Digitalisat in der Google-Buchsuche (falsche Metadaten), archive.org, Michigan                                         |
| 13      | Lambert li Tors, Alexandre de Bernay: Li Romans d’Alixandre | Heinrich Michelant                                                                      | 1846        | Digitalisat in der Google-Buchsuche, archive.org                                                                       |
| 14      | Urkunden zur Geschichte des Schwäbischen Bundes. Band 1 (1488–1506) | Karl August Klüpfel                                                                     | 1846        | Karl August Klüpfel (Wikisource)                                                                                       |
| 15      | Garcia de Resende: Cancioneiro geral. Altportugiesische Liedersammlung. Band 1                                                                                              | Eduard von Kausler                                                                      | 1846        | Eduard Kausler (Wikisource)                                                                                            |
| 16,1    | Carmina burana. Lateinische und deutsche Lieder und Gedichte einer Handschrift des XIII. Jahrhunderts aus Benedictbeuern auf der K. Bibliothek zu München                   | Johann Andreas Schmeller                                                                | 1847        | Digitalisat in der Google-Buchsuche, archive.org, Michigan                                                             |
| 16,2    | Albert von Beham und Regesten Pabst Innocenz IV. | Constantin von Höfler                                                                   | 1847        | Digitalisat in der Google-Buchsuche, archive.org                                                                       |
| 17      | Garcia de Resende: Cancioneiro geral. Altportugiesische Liedersammlung. Band 2                                                                                              | Eduard von Kausler                                                                      | 1848        | Eduard Kausler (Wikisource)                                                                                            |
| 18      | Conrads von Weinsberg, des Reichs-Erbkämmerers, Einnahmen- und Ausgaben-Register von 1437 und 1438                                                                          | Joseph Albrecht                                                                         | 1850        | Digitalisat in der Google-Buchsuche, Digitalisat in der Google-Buchsuche, archive.org, Michigan                        |
| 19      | Das Habsburgisch-Österreichische Urbarbuch | Franz Pfeiffer                                                                          | 1850        | Digitalisat in der Google-Buchsuche, Michigan                                                                          |
| 20      | Hadamar’s von Laber Jagd und drei andere Minnegedichte seiner Zeit und Weise: Des Minners Klage. Der Minnenden Zwist und Versöhnung. Der Minne-Falkner                      | Johann Andreas Schmeller                                                                | 1850        | Digitalisat in der Google-Buchsuche                                                                                    |
| 21      | Meister Altswert | Wilhelm Ludwig Holland                                                                  | 1850        | Wilhelm Ludwig Holland (Wikisource)                                                                                    |
| 22      | Meinauer Naturlehre | Wilhelm Wackernagel                                                                     | 1851        | Digitalisat in der Google-Buchsuche, archive.org, Project Gutenberg                                                    |
| 23      | Heinrich Wittenweiler: Der Ring | Ludwig Bechstein, Einleitung von Adelbert Keller                                        | 1851        | Digitalisat in der Google-Buchsuche, archive.org, Michigan                                                             |
| 24      | Gedenkbuch des Metzer Bürgers Philippe von Vigneulles aus den Jahren 1471 bis 1522                                                                                          | Heinrich Michelant                                                                      | 1852        | Digitalisat in der Google-Buchsuche, archive.org                                                                       |
| 25      | Ludolphus von Suchen: Ludolphi de itinere terrae sanctae liber | Ferdinand Deycks                                                                        | 1851        | SUB Göttingen, Digitalisat in der Google-Buchsuche, archive.org                                                        |
| 26      | Garcia de Resende: Cancioneiro geral. Altportugiesische Liedersammlung. Band 3                                                                                              | Eduard von Kausler                                                                      | 1852        | Eduard Kausler (Wikisource)                                                                                            |
| 27      | Heinrich von dem Türlîn: Diu Crône | Gottlob Heinrich Friedrich Scholl                                                       | 1852        | Digitalisat in der Google-Buchsuche, Digitalisat in der Google-Buchsuche, Michigan                                     |
| 28      | Fastnachtspiele aus dem fünfzehnten Jahrhundert. Band 1 | Adelbert Keller                                                                         | 1853        | Digitalisat in der Google-Buchsuche, archive.org, Michigan (Seiten fehlen)                                             |
| 29      | Fastnachtspiele aus dem fünfzehnten Jahrhundert. Band 2 | Adelbert Keller                                                                         | 1853        | Digitalisat in der Google-Buchsuche, Michigan (Seiten fehlen)                                                          |
| 30      | Fastnachtspiele aus dem fünfzehnten Jahrhundert. Band 3 | Adelbert Keller                                                                         | 1853        | Digitalisat in der Google-Buchsuche, archive.org, Michigan                                                             |
| 31      | Urkunden zur Geschichte des Schwäbischen Bundes. Band 2 (1507–1533) | Karl August Klüpfel                                                                     | 1853        | Karl August Klüpfel (Wikisource)                                                                                       |
| 32      | Konrad Stolles thüringisch-erfurtische Chronik | Ludwig Friedrich Hesse                                                                  | 1854        | Digitalisat in der Google-Buchsuche, archive.org                                                                       |
| 33      | Hans Jakob Christoffel von Grimmelshausen: Der abenteuerliche Simplicissimus und andere Schriften. Band 1.                                                                  | Adelbert Keller                                                                         | 1854        | Digitalisat in der Google-Buchsuche                                                                                    |
| 34      | Hans Jakob Christoffel von Grimmelshausen: Der abenteuerliche Simplicissimus und andere Schriften. Band 2.                                                                  | Adelbert Keller                                                                         | 1854        | Digitalisat in der Google-Buchsuche                                                                                    |
| 35      | Erzählungen aus altdeutschen Handschriften | Adelbert von Keller                                                                     | 1854        | Digitalisat in der Google-Buchsuche, archive.org                                                                       |
| 36      | Die Schauspiele des Herzogs Heinrich Julius von Braunschweig | Wilhelm Ludwig Holland                                                                  | 1855        | Wilhelm Ludwig Holland (Wikisource)                                                                                    |
| 37      | Johann von Morszheim: Spiegel des Regiments | Karl Goedeke                                                                            | 1856        | Digitalisat in der Google-Buchsuche, Michigan                                                                          |
| 38      | Hugo von Langenstein: Martina | Adelbert von Keller                                                                     | 1856        | Wikisource-Transkription, Digitalisat in der Google-Buchsuche                                                          |
| 39      | Denkmäler der provenzalischen Litteratur | Karl Bartsch                                                                            | 1856        | Digitalisat in der Google-Buchsuche, archive.org, Michigan                                                             |
| 40      | Amadis. Nach der ältesten deutschen Bearbeitung. | Adelbert von Keller                                                                     | 1857        | Digitalisat in der Google-Buchsuche, archive.org, Michigan                                                             |
| 41      | Nicodemus Frischlin: Deutsche Dichtungen | David Friderich Strauss                                                                 | 1857        | Digitalisat in der Google-Buchsuche                                                                                    |
| 42      | Das Zeitbuch des Eike von Repgow in ursprünglich niederdeutscher Sprache und in früher lateinischer Übersetzung                                                             | Hans Ferdinand Maßmann                                                                  | 1857        | Digitalisat in der Google-Buchsuche                                                                                    |
| 43      | Friedrich Zorn: Wormser Chronik. Mit den Zusätzen Franz Bertholds von Flersheim                                                                                             | Wilhelm Arnold                                                                          | 1857        | Digitalisat in der Google-Buchsuche, archive.org, Michigan                                                             |
| 44      | Konrad von Würzburg: Der Trojanische Krieg | Adelbert von Keller                                                                     | 1858        | Digitalisat in der Google-Buchsuche, archive.org, E-Text                                                               |
| 45      | Karl Meinet | Adelbert von Keller                                                                     | 1858        | Digitalisat in der Google-Buchsuche, Michigan                                                                          |
| 46      | Fastnachtspiele aus dem fünfzehnten Jahrhundert. Band 4 (Nachlese) | Adelbert von Keller                                                                     | 1858        | Digitalisat in der Google-Buchsuche, archive.org, Michigan                                                             |
| 47      | Nikolaus Federmanns und Hans Stades Reisen in Südamerica (1529–1555) | Karl August Klüpfel                                                                     | 1859        | Karl August Klüpfel (Wikisource)                                                                                       |
| 48      | Dalimils Chronik von Böhmen | Venceslav Hanka                                                                         | 1859        | Digitalisat in der Google-Buchsuche, archive.org                                                                       |
| 49      | Paul Rebhuns Dramen | Hermann Palm                                                                            | 1859        | Digitalisat in der Google-Buchsuche, archive.org                                                                       |
| 50      | Ludwig von Eyb: Die Geschichten und Taten Wilwolts von Schaumburg | Adelbert von Keller                                                                     | 1859        | Digitalisat in der Google-Buchsuche, archive.org                                                                       |
| 51      | Heinrich Steinhöwel (nach Giovanni Boccaccio): Decameron | Adelbert von Keller                                                                     | 1860        | Digitalisat in der Google-Buchsuche, archive.org, Michigan                                                             |
| 52      | Dietrichs erste Ausfahrt | Franz Stark                                                                             | 1860        | Digitalisat in der Google-Buchsuche, archive.org, Michigan                                                             |
| 53      | Mitteldeutsche Gedichte (Marienlegende von Heinrich Cluzenere, Die heidin, Das brechen leit, Alten weibes list; Der ritterspiegel [von Johannes Rothe])                     | Karl Bartsch                                                                            | 1860        | Digitalisat in der Google-Buchsuche, Michigan                                                                          |
| 54      | Jehan de Condet: Gedichte, nach der casanatensischen Handschrift | Adolf Tobler                                                                            | 1860        | Digitalisat in der Google-Buchsuche                                                                                    |
| 55      | Huyge van Bourdeus. Ein niederländisches Volksbuch | Ferdinand Wolf                                                                          | 1860        | Digitalisat in der Google-Buchsuche                                                                                    |
| 56      | Das Buch der Beispiele der alten Weisen (= Kalīla wa Dimna, übersetzt von Antonius von Pforr)                                                                               | Wilhelm Ludwig Holland                                                                  | 1860        | Wilhelm Ludwig Holland (Wikisource)                                                                                    |
| 57      | Niklas von Wyle: Translationen | Adelbert von Keller                                                                     | 1861        | Digitalisat in der Google-Buchsuche, archive.org                                                                       |
| 58      | Johann Lauremberg: Scherzgedichte | Johann Martin Lappenberg                                                                | 1861        | Digitalisat in der Google-Buchsuche                                                                                    |
| 59      | Des Grafen Wolrad von Waldeck Tagebuch während des Reichstages zu Augsburg 1548                                                                                             | C. L. P. Tross                                                                          | 1861        | Digitalisat in der Google-Buchsuche, archive.org, Michigan                                                             |
| 60      | Der Pleier: Meleranz | Karl Bartsch                                                                            | 1861        | Digitalisat in der Google-Buchsuche, archive.org                                                                       |
| 61      | Reisen und Gefangenschaft Hans Ulrich Kraffts | Konrad Dietrich Haßler                                                                  | 1861        | Digitalisat in der Google-Buchsuche, archive.org, Michigan                                                             |
| 62      | Cyriacus Spangenberg: Von der Musica und den Meistersängern | Adelbert von Keller                                                                     | 1862        | Digitalisat in der Google-Buchsuche, archive.org                                                                       |
| 63      | Nürnberger Polizeiordnungen aus dem XIII. bis XV. Jahrhundert | Joseph Baader                                                                           | 1861        | Digitalisat in der Google-Buchsuche, archive.org                                                                       |
| 64      | Endres Tuchers Baumeisterbuch der Stadt Nürnberg 1464–1475 | Matthias Lexer                                                                          | 1862        | Digitalisat in der Google-Buchsuche, archive.org, Michigan                                                             |
| 65      | Hans Jakob Christoffel von Grimmelshausen: Der abenteuerliche Simplicissimus und andere Schriften. Band 3.                                                                  | Adelbert Keller                                                                         | 1862        | Digitalisat in der Google-Buchsuche, archive.org, Michigan                                                             |
| 66      | Hans Jakob Christoffel von Grimmelshausen: Der abenteuerliche Simplicissimus und andere Schriften. Band 4.                                                                  | Adelbert Keller                                                                         | 1862        | Digitalisat in der Google-Buchsuche, archive.org, Michigan                                                             |
| 67      | Renaus de Montauban oder die Haimonskinder, altfranzösisches Gedicht | Heinrich Michelant                                                                      | 1862        | Digitalisat in der Google-Buchsuche                                                                                    |
| 68      | Meisterlieder der Kolmarer Handschrift | Karl Bartsch                                                                            | 1862        | Digitalisat in der Google-Buchsuche, archive.org                                                                       |
| 69      | Ein geistliches Spiel von S. Meinrads Leben und Sterben, aus der einzigen Einsiedler Handschrift                                                                            | Gall Morel                                                                              | 1863        | Digitalisat in der Google-Buchsuche, archive.org                                                                       |
| 70      | Des Teufels Netz. Satirisch-didaktisches Gedicht aus der ersten Hälfte des fünfzehnten Jahrhunderts                                                                         | Karl August Barack                                                                      | 1863        | Karl August Barack (Wikisource)                                                                                        |
| 71      | Heinrich Mynsinger: Von den Falken, Pferden und Hunden | Konrad Dietrich Haßler                                                                  | 1863        | Digitalisat in der Google-Buchsuche, archive.org                                                                       |
| 72      | Der Veter Buoch. Nach einer Breslauer Handschrift | Hermann Palm                                                                            | 1863        | Digitalisat in der Google-Buchsuche, archive.org                                                                       |
| 73      | Paul Flemings lateinische Gedichte | Johann Martin Lappenberg                                                                | 1863        | MATEO, Digitalisat in der Google-Buchsuche, archive.org, Michigan                                                      |
| 74      | Reimchronik über Herzog Ulrich von Württemberg und seine nächsten Nachfolger                                                                                                | Eduard von Seckendorff-Gudent                                                           | 1863        | Digitalisat in der Google-Buchsuche, archive.org                                                                       |
| 75      | Guy de Cambrai: Barlaam und Josaphat. Französisches Gedicht des dreizehnten Jahrhunderts                                                                                    | Hermann Zotenberg                                                                       | 1864        | Digitalisat in der Google-Buchsuche-USA, archive.org, Michigan                                                         |
| 76      | Jakob Ayrer: Ayrers Dramen. Bd. 1. 1–8 | Adelbert von Keller                                                                     | 1865        | Digitalisat in der Google-Buchsuche-USA, Michigan                                                                      |
| 77      | Jakob Ayrer: Ayrers Dramen. Bd. 2. 9–17 | Adelbert von Keller                                                                     | 1865        | Digitalisat in der Google-Buchsuche-USA, archive.org, Michigan                                                         |
| 78      | Jakob Ayrer: Ayrers Dramen. Bd. 3. 18–27 | Adelbert von Keller                                                                     | 1865        | Digitalisat in der Google-Buchsuche-USA, Michigan (S)                                                                  |
| 79      | Jakob Ayrer: Ayrers Dramen. Bd. 4. 28–49 | Adelbert von Keller                                                                     | 1865        | Digitalisat in der Google-Buchsuche-USA, archive.org, Michigan                                                         |
| 80      | Jakob Ayrer: Ayrers Dramen. Bd. 5. 50–69 | Adelbert von Keller                                                                     | 1865        | Digitalisat in der Google-Buchsuche-USA, archive.org, Michigan                                                         |
| 81      | Hans Jacob Breuning von Buchenbach: Relation über seine Sendung nach England im Jahr 1595                                                                                   | August von Schlossberger (1827–1905), Direktor des Haus- und Staatsarchiv in Stuttgart- | 1865        | Digitalisat in der Google-Buchsuche-USA, archive.org                                                                   |
| 82      | Paul Flemings Deutsche Gedichte. Bd. 1 | Johann Martin Lappenberg                                                                | 1865        | Digitalisat in der Google-Buchsuche, archive.org                                                                       |
| 83      | Paul Flemings Deutsche Gedichte. Bd. 2 | Johann Martin Lappenberg                                                                | 1865        | Digitalisat in der Google-Buchsuche-USA, archive.org, Digitalisat in der Google-Buchsuche, archive.org                 |
| 84      | Gallus Oehems Chronik von Reichenau | Karl August Barack                                                                      | 1866        | Karl August Barack (Wikisource)                                                                                        |
| 85      | Johannes Pauli: Schimpf und Ernst | Hermann Österley                                                                        | 1866        | Digitalisat in der Google-Buchsuche-USA, archive.org, Digitalisat in der Google-Buchsuche, archive.org                 |
| 86      | Die Reisen des Samuel Kiechel | Konrad Dietrich Haßler                                                                  | 1866        | Digitalisat in der Google-Buchsuche-USA                                                                                |
| 87      | Das deutsche Heldenbuch. Nach dem mutmaßlich ältesten Druck | Adelbert von Keller                                                                     | 1867        | Digitalisat in der Google-Buchsuche-USA                                                                                |
| 88      | Elisabeth Charlotte Herzogin von Orléans: Briefe aus den Jahren 1676–1722. Band 1 (1676–1706)                                                                               | Wilhelm Ludwig Holland                                                                  | 1867        | Wilhelm Ludwig Holland (Wikisource)                                                                                    |
| 89      | Hugo von Reutlingen: Flores musice, omnis cantus gregoriani | Carl Beck                                                                               | 1868        | Digitalisat in der Google-Buchsuche-USA, Michigan (S)                                                                  |
| 90      | Das Leben der Heiligen Elisabeth; vom Verfasser der Erlösung (= Johannes Rothe)                                                                                             | Max Rieger                                                                              | 1868        | Digitalisat in der Google-Buchsuche-USA, archive.org, Michigan (S)                                                     |
| 91      | Zimmerische Chronik. Band 1 | Karl August Barack                                                                      | 1869, ²1881 | Wikisource-Transkription                                                                                               |
| 92      | Zimmerische Chronik. Band 2 | Karl August Barack                                                                      | 1869, ²1881 | Wikisource-Transkription                                                                                               |
| 93      | Zimmerische Chronik. Band 3 | Karl August Barack                                                                      | 1869, ²1881 | Wikisource-Transkription                                                                                               |
| 94      | Zimmerische Chronik. Band 4 | Karl August Barack                                                                      | 1869, ²1881 | Wikisource-Transkription                                                                                               |
| 95      | Hans Wilhelm Kirchhof: Wendunmuth. Band 1 (I) | Hermann Österley                                                                        | 1869        | Digitalisat in der Google-Buchsuche-USA, archive.org                                                                   |
| 96      | Hans Wilhelm Kirchhof: Wendunmuth. Band 2 (II/III) | Hermann Österley                                                                        | 1869        | Digitalisat in der Google-Buchsuche-USA, archive.org                                                                   |
| 97      | Hans Wilhelm Kirchhof: Wendunmuth. Band 3 (IV/V) | Hermann Österley                                                                        | 1869        | Siehe die Liste in Wikisource                                                                                          |
| 98      | Hans Wilhelm Kirchhof: Wendunmuth. Band 4 (VI/VII) | Hermann Österley                                                                        | 1869        | Digitalisat in der Google-Buchsuche-USA, archive.org                                                                   |
| 99      | Hans Wilhelm Kirchhof: Wendunmuth. Band 5 | Hermann Österley                                                                        | 1869        | Digitalisat in der Google-Buchsuche-USA, archive.org                                                                   |
| 100     | Die Deutschen Historienbibeln des Mittelalters. Band 1 | Johann Friedrich Ludwig Theodor Merzdorf                                                | 1870        | Digitalisat in der Google-Buchsuche-USA                                                                                |
| 101     | Die Deutschen Historienbibeln des Mittelalters. Band 2 | Johann Friedrich Ludwig Theodor Merzdorf                                                | 1870        | Digitalisat in der Google-Buchsuche-USA                                                                                |
| 102     | Hans Sachs. Band 1 | Adelbert von Keller                                                                     | 1870        | Adelbert von Keller (Wikisource)                                                                                       |
| 103     | Hans Sachs. Band 2 | Adelbert von Keller                                                                     | 1870        | Adelbert von Keller (Wikisource)                                                                                       |
| 104     | Hans Sachs. Band 3 | Adelbert von Keller                                                                     | 1870        | Adelbert von Keller (Wikisource)                                                                                       |
| 105     | Hans Sachs. Band 4 | Adelbert von Keller                                                                     | 1870        | Adelbert von Keller (Wikisource)                                                                                       |
| 106     | Hans Sachs. Band 5 | Adelbert von Keller                                                                     | 1870        | Adelbert von Keller (Wikisource)                                                                                       |
| 107     | Elisabeth Charlotte Herzogin von Orléans: Briefe aus den Jahren 1676–1722. Band 2 (1707–1715)                                                                               | Wilhelm Ludwig Holland                                                                  | 1871        | Wilhelm Ludwig Holland (Wikisource)                                                                                    |
| 108     | [Christine Ebner:] Der Nonne von Engelthal Büchlein von der Genaden Uberlast                                                                                                | Karl Schröder                                                                           | 1871        | Digitalisat in der Google-Buchsuche-USA, E-Text                                                                        |
| 109     | Reinfrid von Braunschweig | Karl Bartsch                                                                            | 1871        | Digitalisat in der Google-Buchsuche-USA                                                                                |
| 110     | Hans Sachs. Band 6 | Adelbert von Keller                                                                     | 1872        | Adelbert von Keller (Wikisource)                                                                                       |
| 111     | Die ersten deutschen Zeitungen, mit einer Bibliographie 1505–1599 | Emil Weller                                                                             | 1872        | Digitalisat in der Google-Buchsuche-USA, archive.org                                                                   |
| 112     | Historia del cavallero Cifar | Heinrich Michelant                                                                      | 1872        | Digitalisat in der Google-Buchsuche-USA, archive.org                                                                   |
| 113     | Friedrichs von Logau sämmtliche Sinngedichte | Gustav Eitner                                                                           | 1872        | Digitalisat in der Google-Buchsuche-USA, archive.org                                                                   |
| 114     | Verhandlungen über Thomas von Absberg und seine Fehden gegen den Schwäbischen Bund 1519 bis 1530                                                                            | Joseph Baader                                                                           | 1873        | Digitalisat in der Google-Buchsuche-USA, archive.org                                                                   |
| 115     | Hans Sachs. Band 7 | Adelbert von Keller                                                                     | 1873        | Adelbert von Keller (Wikisource)                                                                                       |
| 116     | Li romans de Durmart le Galois, altfranzösisches Rittergedicht | Edmund Stengel                                                                          | 1873        | Digitalisat in der Google-Buchsuche-USA, archive.org                                                                   |
| 117     | Heinrich Steinhöwel: Steinhöwels Äsop | Hermann Österley                                                                        | 1873        | Digitalisat in der Google-Buchsuche-USA, archive.org                                                                   |
| 118     | Augustin Tüngers Facetiae | Adelbert von Keller                                                                     | 1874        | Digitalisat in der Google-Buchsuche-USA, archive.org, E-Text                                                           |
| 119     | Dichtungen des sechzehnten Jahrhunderts | Emil Weller                                                                             | 1874        | Digitalisat in der Google-Buchsuche-USA, archive.org                                                                   |
| 120     | Jehan von Journi: La dime de pénitance, altfranzösisches Gedicht (1288) | Hermann Breymann                                                                        | 1874        | Digitalisat in der Google-Buchsuche-USA, archive.org                                                                   |
| 121     | Hans Sachs. Band 8 | Adelbert von Keller                                                                     | 1874        | Adelbert von Keller (Wikisource)                                                                                       |
| 122     | Elisabeth Charlotte Herzogin von Orléans: Briefe aus den Jahren 1676–1722. Band 3 (1716–1718)                                                                               | Wilhelm Ludwig Holland                                                                  | 1874        | Wilhelm Ludwig Holland (Wikisource)                                                                                    |
| 123     | Berthold von Holle: Demantin | Karl Bartsch                                                                            | 1875        | Digitalisat in der Google-Buchsuche-USA, archive.org, Digitalisat in der Google-Buchsuche, archive.org                 |
| 124     | Briefwechsel zwischen Christoph, Herzog von Württemberg, und Petrus Paulus Vergerius                                                                                        | Eduard von Kausler Theodor Schott                                                       | 1875        | Eduard Kausler (Wikisource) Theodor Schott (Wikisource)                                                                |
| 125     | Hans Sachs. Band 9 | Adelbert von Keller                                                                     | 1875        | Adelbert von Keller (Wikisource)                                                                                       |
| 126     | Johannes Reuchlins Briefwechsel | Ludwig Geiger                                                                           | 1875        | Digitalisat in der Google-Buchsuche-USA, archive.org                                                                   |
| 127     | Des Dodes Danz, nach den Lübecker Drucken von 1489 und 1496 | Hermann Baethcke                                                                        | 1876        | Digitalisat in der Google-Buchsuche-USA, archive.org                                                                   |
| 128     | Nikolaus Muffels Beschreibung der Stadt Rom | Wilhelm Vogt                                                                            | 1876        | Digitalisat in der Google-Buchsuche-USA, archive.org                                                                   |
| 129     | Quellen zur Geschichte des Bauernkrieges in Oberschwaben | Franz Ludwig Baumann                                                                    | 1876        | Digitalisat in der Google-Buchsuche-USA, archive.org                                                                   |
| 130     | Simon Dach: Werke | Hermann Oesterley                                                                       | 1876        | Hermann Oesterley (Wikisource)                                                                                         |
| 131     | Hans Sachs. Band 10 | Adelbert von Keller                                                                     | 1876        | Adelbert von Keller (Wikisource)                                                                                       |
| 132     | Elisabeth Charlotte Herzogin von Orléans: Briefe aus den Jahren 1676–1722. Band 4 (1719)                                                                                    | Wilhelm Ludwig Holland                                                                  | 1877        | Wilhelm Ludwig Holland (Wikisource)                                                                                    |
| 133     | Anmerkungen zu Konrads Trojanerkrieg (siehe auch Bd. 44) | von Karl Bartsch                                                                        | 1877        | Digitalisat in der Google-Buchsuche-USA                                                                                |
| 134     | Anton Tuchers Haushaltbuch (1507 bis 1517) | Wilhelm Loose                                                                           | 1877        | Digitalisat in der Google-Buchsuche-USA                                                                                |
| 135     | Hans Georg Ernstingers Raisbuch | Philipp Alexander Ferdinand Walther                                                     | 1877        | gwdg.de, Digitalisat in der Google-Buchsuche-USA (Titelei fehlt)                                                       |
| 136     | Hans Sachs. Band 11 | Adelbert von Keller                                                                     | 1878        | Adelbert von Keller (Wikisource)                                                                                       |
| 137     | Hermann von Sachsenheim | Ernst Martin                                                                            | 1878        | Digitalisat in der Google-Buchsuche-USA, archive.org                                                                   |
| 138     | Andreas Gryphius: Werke. Band 1 (Lustspiele) | Hermann Palm                                                                            | 1878        | Digitalisat in der Google-Buchsuche-USA, archive.org                                                                   |
| 139     | Quellen zur Geschichte des Bauernkrieges aus Rotenburg an der Tauber | Franz Ludwig Baumann                                                                    | 1878        | Digitalisat in der Google-Buchsuche-USA                                                                                |
| 140     | Hans Sachs. Band 12 | Adelbert von Keller                                                                     | 1879        | Adelbert von Keller (Wikisource)                                                                                       |
| 141     | Mittheilungen aus dem Eskurial | von Hermann Knust                                                                       | 1879        | Digitalisat in der Google-Buchsuche-USA, archive.org                                                                   |
| 142     | Das Nibelungenlied, nach der Piaristenhandschrift | Adelbert von Keller                                                                     | 1879        | Digitalisat in der Google-Buchsuche-USA                                                                                |
| 143     | Hugo von Montfort | Karl Bartsch                                                                            | 1879        | Digitalisat in der Google-Buchsuche-USA                                                                                |
| 144     | Elisabeth Charlotte Herzogin von Orléans: Briefe aus den Jahren 1676–1722. Band 5 (1720)                                                                                    | Wilhelm Ludwig Holland                                                                  | 1879        | Wilhelm Ludwig Holland (Wikisource)                                                                                    |
| 145     | Johannes Sleidanus: Zwei Reden an Kaiser und Reich | Eduard Böhmer                                                                           | 1879        | Digitalisat in der Google-Buchsuche-USA                                                                                |
| 146     | Georg Rudolf Widmann: Fausts Leben | Adelbert von Keller                                                                     | 1880        | Digitalisat in der Google-Buchsuche-USA, archive.org                                                                   |
| 147     | Niederdeutsche Bauernkomödien des siebzehnten Jahrhunderts | Hermann Jellinghaus                                                                     | 1880        | Digitalisat in der Google-Buchsuche-USA, archive.org                                                                   |
| 148     | Die beiden ältesten lateinischen Fabelbücher des Mittelalters, des Bischofs Cyrillus Speculum Sapientiae und des Nicolaus Pergamenus Dialogus Creaturarum                   | J. G. Th. Grässe                                                                        | 1880        | Digitalisat in der Google-Buchsuche-USA                                                                                |
| 149     | Hans Sachs. Band 13 | Adelbert von Keller Edmund Goetze                                                       | 1880        | Adelbert von Keller (Wikisource) Edmund Goetze (Wikisource)                                                            |
| 150     | Heidelberger Passionsspiel | Gustav Milchsack                                                                        | 1880        | Digitalisat in der Google-Buchsuche-USA                                                                                |
| 151     | Juliana Ernstin: Chronik des Bickenklosters zu Villingen 1238–1614 | Karl Jordan Glatz                                                                       | 1881        | Commons, Digitalisat in der Google-Buchsuche-USA                                                                       |
| 152     | Eilhart von Oberg: Tristrant und Isalde. Prosaroman des fünfzehnten Jahrhunderts                                                                                            | Fridrich Pfaff                                                                          | 1881        | Digitalisat in der Google-Buchsuche-USA                                                                                |
| 153     | Lutwins Adam und Eva | Konrad Hofmann                                                                          | 1881        | Digitalisat in der Google-Buchsuche-USA, archive.org                                                                   |
| 154     | Die Basler Bearbeitung von Lambrechts Alexander | Richard Maria Werner                                                                    | 1881        | Digitalisat in der Google-Buchsuche-USA                                                                                |
| 155     | Des Bamberger Fürstbischofs Johann Gottfried von Aschhausen Gesandtschafts-Reise nach Italien und Rom (1612 und 1613)                                                       | Christian Häutle                                                                        | 1881        | Digitalisat in der Google-Buchsuche-USA, archive.org                                                                   |
| 156     | Egerer Fronleichnamsspiel | Gustav Milchsack                                                                        | 1881        | Digitalisat in der Google-Buchsuche-USA, archive.org                                                                   |
| 157     | Elisabeth Charlotte Herzogin von Orléans: Briefe aus den Jahren 1676–1722. Band 6 (1721–1722)                                                                               | Wilhelm Ludwig Holland                                                                  | 1881        | Wilhelm Ludwig Holland (Wikisource)                                                                                    |
| 158     | Ulrichs von Richental Chronik des Constanzer Concils 1414 bis 1418 | Michael Richard Buck                                                                    | 1882        | Michel Buck (Wikisource)                                                                                               |
| 159     | Hans Sachs. Band 14 | Adelbert von Keller Edmund Goetze                                                       | 1882        | Adelbert von Keller (Wikisource) Edmund Goetze (Wikisource)                                                            |
| 160     | Der Kreuziger des Johannes von Frankenstein | Ferdinand Khull                                                                         | 1882        | Digitalisat in der Google-Buchsuche-USA, archive.org                                                                   |
| 161     | Joachim von Wedel: Hausbuch | Julius von Bohlen-Bohlendorf                                                            | 1882        | Digitalisat in der Google-Buchsuche-USA, archive.org                                                                   |
| 162     | Andreas Gryphius: Werke. Band 2 (Trauerspiele) | Hermann Palm                                                                            | 1882        | Digitalisat in der Google-Buchsuche-USA, archive.org                                                                   |
| 163     | Michael Lindeners Rastbüchlein und Katzipori | Franz Lichtenstein                                                                      | 1883        | Digitalisat in der Google-Buchsuche-USA                                                                                |
| 164     | Heinrich Hugs Villinger Chronik von 1495 bis 1533 | Christian Roder                                                                         | 1883        | Digitalisat in der Google-Buchsuche-USA, E-Text-Ausschnitt                                                             |
| 165     | Antonio de Viana: Der Kampf um Teneriffa. Dichtung und Geschichte | Franz von Löher                                                                         | 1883        | Digitalisat in der Google-Buchsuche-USA, archive.org                                                                   |
| 166     | Das Schachgedicht Heinrichs von Beringen | Paul Zimmermann                                                                         | 1883        | Digitalisat in der Google-Buchsuche-USA, archive.org                                                                   |
| 167     | Schreiben des Kurfürsten Karl Ludwig von der Pfalz und der Seinen | Wilhelm Ludwig Holland                                                                  | 1884        | Wilhelm Ludwig Holland (Wikisource)                                                                                    |
| 168     | Das Reisebuch der Familie Rieter | Reinhold Röhricht                                                                       | 1884        | Digitalisat in der Google-Buchsuche-USA, Michigan (S)                                                                  |
| 169     | Li Romans de Claris et Laris | Johann Alton                                                                            | 1884        | Digitalisat in der Google-Buchsuche-USA                                                                                |
| 170     | Dramen von Ackermann und Voith | Hugo Holstein                                                                           | 1884        | Digitalisat in der Google-Buchsuche-USA                                                                                |
| 171     | Andreas Gryphius: Werke. Band 3 (Lyrische Gedichte) | Hermann Palm                                                                            | 1884        | Digitalisat in der Google-Buchsuche-USA, archive.org, Michigan (S)                                                     |
| 172     | Hans Schiltbergers Reisebuch | Valentin Langmantel                                                                     | 1885        | Digitalisat in der Google-Buchsuche-USA, archive.org, E-Text (Memento vom 10. September 2004 im Internet Archive)      |
| 173     | Hans Sachs. Band 15 | Edmund Goetze                                                                           | 1885        | Adelbert von Keller (Wikisource) Edmund Goetze (Wikisource)                                                            |
| 174     | Reinolt von Montalban oder die Heimonskinder | Fridrich Pfaff                                                                          | 1885        | Digitalisat in der Google-Buchsuche-USA, archive.org                                                                   |
| 175     | Ulrich Füeterers Prosaroman von Lanzelot, nach der Donaueschinger Handschrift                                                                                               | Arthur Peter                                                                            | 1885        | Digitalisat in der Google-Buchsuche-USA, archive.org                                                                   |
| 176     | Die Indices librorum prohibitorum des sechzehnten Jahrhunderts | Franz Heinrich Reusch                                                                   | 1886        | Digitalisat in der Google-Buchsuche-USA, archive.org                                                                   |
| 177     | Gualteri Burlaei liber De vita et moribus philosophorum, mit einer altspanischen Übersetzung der Eskurialbibliothek                                                         | Hermann Knust                                                                           | 1886        | Digitalisat in der Google-Buchsuche-USA, archive.org                                                                   |
| 178     | Gerard von Amiens: Der Roman von Escanor | Heinrich (= Henri Victor) Michelant                                                     | 1886        | Digitalisat in der Google-Buchsuche-USA, archive.org                                                                   |
| 179     | Hans Sachs. Band 16 | Edmund Goetze                                                                           | 1886        | Adelbert von Keller (Wikisource) Edmund Goetze (Wikisource)                                                            |
| 180     | Vita beate virginis Marie et salvatoris rhythmica | Adolf Vögtlin                                                                           | 1888        | Digitalisat in der Google-Buchsuche-USA, archive.org                                                                   |
| 181     | Hans Sachs. Band 17 | Edmund Goetze                                                                           | 1888        | Adelbert von Keller (Wikisource) Edmund Goetze (Wikisource)                                                            |
| 182     | Heinrich Kaufringers Gedichte | Karl Euling                                                                             | 1888        | Digitalisat in der Google-Buchsuche-USA, archive.org                                                                   |
| 183     | Ulrich von Etzenbach: Alexander | Wendelin Toischer                                                                       | 1888        | Digitalisat in der Google-Buchsuche-USA                                                                                |
| 184     | Ulrich Schmidels Reise nach Süd-Amerika in den 1534 bis 1554, nach einer Münchener Handschrift                                                                              | Valentin Langmantel                                                                     | 1889        | Digitalisat in der Google-Buchsuche-USA, archive.org                                                                   |
| 185     | Deutsche Volksbücher. Aus einer Zürcher Handschrift des fünfzehnten Jahrhunderts                                                                                            | Albert Bachmann                                                                         | 1889        | Digitalisat in der Google-Buchsuche-USA, archive.org                                                                   |
| 186     | Fratris Felicis Fabri Tractatus de civitate Ulmensi, de eius origine, ordine, regimine, de civibus eius et statu                                                            | Gustav Veesenmeyer                                                                      | 1889        | ALO |
| 187     | Le roman de Marques de Rome | Johann Alton                                                                            | 1889        | Digitalisat in der Google-Buchsuche-USA                                                                                |
| 188     | Hans Sachs. Band 18 | Edmund Goetze                                                                           | 1890        | Adelbert von Keller (Wikisource) Edmund Goetze (Wikisource)                                                            |
| 189     | Luigi Pulci: Morgant der Riese, in deutscher Übersetzung des XVI Jahrhunderts                                                                                               | Albert Bachmann                                                                         | 1890        | Digitalisat in der Google-Buchsuche-USA, Digitalisat in der Google-Buchsuche-USA, archive.org                          |
| 190     | Chronik des Johan Oldecop | Karl Euling                                                                             | 1891        | Digitalisat in der Google-Buchsuche-USA, archive.org                                                                   |
| 191     | Hans Sachs. Band 19 | Edmund Goetze                                                                           | 1891        | Adelbert von Keller (Wikisource) Edmund Goetze (Wikisource)                                                            |
| 192     | Fratris Pauli Waltheri Guglingensis Itinerarium in Terram Sanctam et ad Sanctam Catharinam                                                                                  | M. Sollweck                                                                             | 1892        | Digitalisat in der Google-Buchsuche-USA                                                                                |
| 193     | Hans Sachs. Band 20 | Edmund Goetze                                                                           | 1892        | Adelbert von Keller (Wikisource) Edmund Goetze (Wikisource)                                                            |
| 194     | Anseïs von Karthago (Anseïs de Cartage) | Johann Alton                                                                            | 1892        | Digitalisat in der Google-Buchsuche-USA, archive.org, Gallica                                                          |
| 195     | Hans Sachs. Band 21 | Edmund Goetze                                                                           | 1892        | Adelbert von Keller (Wikisource) Edmund Goetze (Wikisource)                                                            |
| 196     | Hermann Schedels Briefwechsel (1452–1478) | Paul Joachimsohn                                                                        | 1893        | Digitalisat in der Google-Buchsuche-USA, archive.org                                                                   |
| 197     | Valentin Schumann: Nachtbüchlein (1559) | Johannes Bolte                                                                          | 1893        | Digitalisat in der Google-Buchsuche-USA, archive.org                                                                   |
| 198     | Brun von Schönebeck: Das Hohe Lied | Arwed Fischer                                                                           | 1893        | E-Text |
| 199     | Georg Rudolf Weckherlins Gedichte. Band 1 | Hermann Fischer                                                                         | 1894        | Digitalisat in der Google-Buchsuche-USA                                                                                |
| 200     | Georg Rudolf Weckherlins Gedichte. Band 2 | Hermann Fischer                                                                         | 1895        | Digitalisat in der Google-Buchsuche-USA                                                                                |
| 201     | Hans Sachs. Band 22 | Edmund Goetze                                                                           | 1894        | Adelbert von Keller (Wikisource) Edmund Goetze (Wikisource)                                                            |
| 202     | Die Schriften des Kölner Domscholasters, späteren Bischofs von Paderborn Oliverus                                                                                           | Hermann Hoogeweg                                                                        | 1894        | Digitalisat in der Google-Buchsuche-USA, archive.org                                                                   |
| 203     | Predigten des hl. Bernhard, in altfranzösischer Übertragung | Alfred Schulze                                                                          | 1894        | Digitalisat in der Google-Buchsuche-USA, archive.org                                                                   |
| 204     | Briefwechsel Balthasar Paumgartners des Jüngeren mit seiner Gattin Magdalena, geb. Behaim (1582–1598)                                                                       | Georg Steinhausen                                                                       | 1895        | Digitalisat in der Google-Buchsuche-USA, archive.org, Digitalisat in der Google-Buchsuche-USA, archive.org             |
| 205     | Giovanni Boccaccio: De claris mulieribus, übers. von Heinrich Steinhöwel | Karl Drescher                                                                           | 1895        | Digitalisat in der Google-Buchsuche-USA, archive.org                                                                   |
| 206     | Die Haimonskinder in deutscher Übersetzung des XVI Jahrhunderts | Albert Bachmann                                                                         | 1895        | Digitalisat in der Google-Buchsuche-USA, archive.org                                                                   |
| 207     | Hans Sachs. Band 23 | Edmund Goetze                                                                           | 1895        | Adelbert von Keller (Wikisource) Edmund Goetze (Wikisource)                                                            |
| 208     | Christoforo Armeno: Die Reise der Söhne Giaffers, übersetzt von Johann Wetzel 1583                                                                                          | Hermann Fischer                                                                         | 1896        | Digitalisat in der Google-Buchsuche-USA, archive.org                                                                   |
| 209     | Jakob Freys Gartengesellschaft (1556) | Johannes Bolte                                                                          | 1896        | Digitalisat in der Google-Buchsuche-USA, archive.org                                                                   |
| 210     | Péan Gatineau: Leben und Wunderthaten des Heiligen Martin. Altfranzösisches Gedicht aus dem Anfang des XIII Jahrhunderts                                                    | Werner Söderhjelm                                                                       | 1896        | Digitalisat in der Google-Buchsuche-USA, archive.org                                                                   |
| 211     | Griechische Dramen in deutschen Bearbeitungen von Wolfhart Spangenberg und Isaak Fröreisen. Band 1                                                                          | Oskar Dähnhardt                                                                         | 1896        | Digitalisat in der Google-Buchsuche-USA, archive.org, Digitalisat in der Google-Buchsuche-USA, archive.org             |
| 212     | Griechische Dramen in deutschen Bearbeitungen von Wolfhart Spangenberg und Isaak Fröreisen. Band 2                                                                          | Oskar Dähnhardt                                                                         | 1896        | Digitalisat in der Google-Buchsuche-USA, archive.org                                                                   |
| 213     | Nürnberger Meistersinger-Protokolle von 1575–1689. Band 1 (1575–1634) | Karl Drescher                                                                           | 1897        | Digitalisat in der Google-Buchsuche-USA, archive.org                                                                   |
| 214     | Nürnberger Meistersinger-Protokolle von 1575–1689. Band 2 (1635–1689) | Karl Drescher                                                                           | 1897        | Digitalisat in der Google-Buchsuche-USA, archive.org                                                                   |
| 215     | Primus Trubers Briefe | Theodor Elze                                                                            | 1897        | Ludwig Theodor Elze (Wikisource)                                                                                       |
| 216     | Sone de Nausay | Moritz Goldschmidt                                                                      | 1899        | Digitalisat in der Google-Buchsuche-USA, archive.org                                                                   |
| 217     | Martin Montanus: Schwankbücher (1557–1566) | Johannes Bolte                                                                          | 1899        | Digitalisat in der Google-Buchsuche-USA, archive.org                                                                   |
| 218     | Briefwechsel zwischen Gleim und Uz | Carl Schüddekopf                                                                        | 1899        | Carl Schüddekopf (Wikisource)                                                                                          |
| 219     | Briefwechsel zwischen Albrecht von Haller und Eberhard Friedrich von Gemmingen, nebst dem Briefwechsel zwischen Gemmingen und Bodmer; aus Ludwig Hirzels Nachlass           | Hermann Fischer                                                                         | 1899        | Digitalisat in der Google-Buchsuche-USA, archive.org                                                                   |
| 220     | Hans Sachs. Band 24 | Edmund Goetze                                                                           | 1900        | Adelbert von Keller (Wikisource) Edmund Goetze (Wikisource)                                                            |
| 221     | Dionysius Dreytweins Esslingische Chronik 1548–1564 | Adolf Diehl                                                                             | 1901        | Digitalisat in der Google-Buchsuche-USA, archive.org                                                                   |
| 222     | Georg Wickrams Werke. Band 1 | Johannes Bolte                                                                          | 1901        | Digitalisat in der Google-Buchsuche-USA, archive.org                                                                   |
| 223     | Georg Wickrams Werke. Band 2 | Johannes Bolte                                                                          | 1901        | Digitalisat in der Google-Buchsuche-USA, archive.org                                                                   |
| 224     | Heinrich von Hesler: Das Evangelium Nicodemi | Karl Helm                                                                               | 1902        | Digitalisat in der Google-Buchsuche-USA                                                                                |
| 225     | Hans Sachs. Band 25 | Edmund Goetze                                                                           | 1902        | Adelbert von Keller (Wikisource) Edmund Goetze (Wikisource)                                                            |
| 226     | Johann Knebel: Die Chronik des Klosters Kaisheim (1531) | Franz Hüttner                                                                           | 1902        | Digitalisat in der Google-Buchsuche-USA, archive.org                                                                   |
| 227     | Albrecht von Scharfenberg: Merlin und Seifrid de Ardemont, in der Bearbeitung Ulrich Füetrers                                                                               | Friedrich Panzer                                                                        | 1902        | Digitalisat in der Google-Buchsuche-USA, archive.org                                                                   |
| 228     | Briefe der Elisabeth Stuart, Königin von Böhmen, an ihren Sohn, den Kurfürsten Carl Ludwig von der Pfalz (1650–1662)                                                        | Anna Wendland (Text im englischen Original)                                             | 1902        | Digitalisat in der Google-Buchsuche-USA, archive.org                                                                   |
| 229     | Georg Wickrams Werke. Band 3 | Johannes Bolte                                                                          | 1903        | Digitalisat in der Google-Buchsuche-USA, archive.org                                                                   |
| 230     | Georg Wickrams Werke. Band 4 | Johannes Bolte                                                                          | 1903        | Digitalisat in der Google-Buchsuche-USA, archive.org                                                                   |
| 231     | Aus den Briefen der Herzogin Elisabeth Charlotte von Orleans an Étienne Polier de Bottens                                                                                   | Siegmund Hellmann                                                                       | 1903        | Digitalisat in der Google-Buchsuche-USA, archive.org                                                                   |
| 232     | Georg Wickrams Werke. Band 5 | Johannes Bolte                                                                          | 1903        | Digitalisat in der Google-Buchsuche-USA, archive.org                                                                   |
| 233     | Das Buch der Maccabäer, in mitteldeutscher Bearbeitung (Luder von Braunschweig)                                                                                             | Karl Helm                                                                               | 1904        | Digitalisat in der Google-Buchsuche-USA, archive.org                                                                   |
| 234     | Die erste deutsche Bibel. Bd. 1. Evangelien | William Kurrelmeyer                                                                     | 1904        | Digitalisat in der Google-Buchsuche-USA                                                                                |
| 235     | Das Buch Sidrach, nach der Kopenhagener mittelniederdeutschen Handschrift von J. 1479                                                                                       | Hermann Jellinghaus                                                                     | 1904        | Digitalisat in der Google-Buchsuche-USA, archive.org                                                                   |
| 236     | Georg Wickrams Werke. Band 6 | Johannes Bolte                                                                          | 1905        | Siehe die Liste in Wikisource                                                                                          |
| 237     | Georg Wickrams Werke. Band 7 | Johannes Bolte                                                                          | 1905        | Digitalisat in der Google-Buchsuche-USA, archive.org                                                                   |
| 238     | Die erste deutsche Bibel. Bd. 2. Briefe, Apostelgeschichte, Offenbarung | William Kurrelmeyer                                                                     | 1905        | Siehe die Liste in Wikisource                                                                                          |
| 239     | Ortneit und Wolfdietrich nach der Wiener Piaristenhandschrift | Justus Lunzer Edler von Lindhausen                                                      | 1906        | archive.org, Digitalisat in der Google-Buchsuche-USA                                                                   |
| 240     | Johann Daniel Schöpflins brieflicher Verkehr mit Gönnern, Freunden und Schülern                                                                                             | Richard Fester                                                                          | 1906        | Digitalisat in der Google-Buchsuche-USA, archive.org                                                                   |
| 241     | Georg Wickrams Werke. Band 8 | Johannes Bolte                                                                          | 1906        | Digitalisat in der Google-Buchsuche-USA, archive.org                                                                   |
| 242     | Briefwechsel zwischen Gleim und Ramler. Band 1 (1745–1752) | Carl Schüddekopf                                                                        | 1906        | Carl Schüddekopf (Wikisource)                                                                                          |
| 243     | Die erste deutsche Bibel. Bd. 3. Genesis, Exodus, Leviticus | William Kurrelmeyer                                                                     | 1907.       | Digitalisat in der Google-Buchsuche-USA, archive.org                                                                   |
| 244     | Briefwechsel zwischen Gleim und Ramler. Band 2 (1753–1759) | Carl Schüddekopf                                                                        | 1907        | Carl Schüddekopf (Wikisource)                                                                                          |
| 245     | Georg Rudolf Weckherlins Gedichte. Band 3 und Supplement | Hermann Fischer                                                                         | 1907        | Digitalisat in der Google-Buchsuche-USA, Digitalisat in der Google-Buchsuche-USA                                       |
| 246     | Die erste deutsche Bibel. Bd. 4. Numeri – Ruth | William Kurrelmeyer                                                                     | 1907.       | Digitalisat in der Google-Buchsuche-USA, archive.org                                                                   |
| 247     | Hugo von Trimberg: Der Renner. Band 1 | Gustav Ehrismann                                                                        | 1908        | Digitalisat in der Google-Buchsuche-USA, archive.org                                                                   |
| 248     | Hugo von Trimberg: Der Renner. Band 2 | Gustav Ehrismann                                                                        | 1909        | Digitalisat in der Google-Buchsuche-USA                                                                                |
| 249     | Die erste deutsche Bibel. Bd. 5. Die vier Bücher der Könige | William Kurrelmeyer                                                                     | 1908.       | Digitalisat in der Google-Buchsuche-USA                                                                                |
| 250     | Hans Sachs. Band 26 | Edmund Goetze                                                                           | 1908        | Adelbert von Keller (Wikisource) Edmund Goetze (Wikisource)                                                            |
| 251     | Die erste deutsche Bibel. Band 6. 1. Chronika – 3. Esra | William Kurrelmeyer                                                                     | 1909        | archive.org |
| 252     | Hugo von Trimberg: Der Renner. Band 3 | Gustav Ehrismann                                                                        | 1909        | archive.org |
| 253     | Christoph von Schallenberg. Ein österreichischer Lyriker des XVI. Jahrhunderts                                                                                              | Hans Hurch                                                                              | 1910        | archive.org |
| 254     | Die erste deutsche Bibel. Band 7. Tobias – Psalmen | William Kurrelmeyer                                                                     | 1910.       | archive.org |
| 255     | Drei deutsche Pyramus-Thisbe-Spiele (1581–1607) | Alfred Schaer                                                                           | 1911        | archive.org |
| 256     | Hugo von Trimberg: Der Renner. Band 4 | Gustav Ehrismann                                                                        | 1911        | archive.org |
| 257     | Friedrich Matthissons Gedichte. Bd. 1 (1776–1794) | Gottfried Boelsing                                                                      | 1912        | archive.org |
| 258     | Die erste deutsche Bibel. Bd. 8. Sprüche – Jesaja | William Kurrelmeyer                                                                     | 1912        | archive.org |
| 259     | Die erste deutsche Bibel. Bd. 9. Jeremia – Daniel | William Kurrelmeyer                                                                     | 1913        | archive.org |
| 260     | Otto von Freising: Der Laubacher Barlaam (1184–1220) | Adolf Perdisch                                                                          | 1913        | ULB Düsseldorf |
| 261     | Friedrich Matthissons Gedichte. Bd. 2 (1795–1831) | Gottfried Boelsing                                                                      | 1913        | archive.org |
| 262     | Wolfhart Spangenberg: Anbind- oder Fangbriefe | Fritz Behrend                                                                           | 1914        | archive.org |
| 263     | Lucius Iunius Moderatus Columella: De re rustica. 1. Buch I – VI, übers. durch Heinrich Oesterreicher                                                                       | Karl Löffler                                                                            | 1914        | ULB Düsseldorf |
| 264     | Lucius Iunius Moderatus Columella: De re rustica. 2. Buch VII – XII, übers. durch Heinrich Oesterreicher                                                                    | Karl Löffler                                                                            | 1914        | ULB Düsseldorf |
| 265     | Publius Terentius Afer: Der Eunuchus des Terenz, übers. von Hans Neidhart 1486                                                                                              | Hermann Fischer                                                                         | 1915        | ULB Düsseldorf |
| 266     | Die erste deutsche Bibel. Bd. 10. Hosea – 2. Makkabäer | William Kurrelmeyer                                                                     | 1915        | archive.org |
| 267/268 | Hermann Flayders ausgewählte Werke | Gustav Bebermeyer                                                                       | 1925        | archive.org |
| 269/270 | Drei Schauspiele vom sterbenden Menschen | Johannes Bolte                                                                          | 1927        | archive.org |
| 271     | Historien der Alden E | Wilhelm Gerhard                                                                         | 1927        | archive.org |
| 272     | Rudolf von Ems: Alexander. 1. Buch (1–3) | Victor Junk                                                                             | 1928        | UB Paderborn |
| 273     | Johann Grob: Epigramme nebst einer Auswahl aus seinen übrigen Gedichten | Axel Lindqvist                                                                          | 1929        | archive.org |
| 274     | Rudolf von Ems: Alexander. 2. Buch (4–6) | Victor Junk                                                                             | 1929        | UB Paderborn |
| 275     | Johann Christian Günthers Sämtliche Werke. Bd. 1 | Wilhelm Krämer                                                                          | 1930        | |
| 276     | Heinrich Bebels Facetien. Drei Bücher, historisch-kritisch Ausgabe | Gustav Bebermeyer                                                                       | 1931        | UB Bielefeld |
| 277     | Johann Christian Günthers Sämtliche Werke. Bd. 2 | Wilhelm Krämer                                                                          | 1931        | |
| 278     | Abraham a Sancta Clara: Neue Predigten | Karl Bertsche                                                                           | 1932        | UB Paderborn |
| 279     | Johann Christian Günthers Sämtliche Werke. Bd. 3 | Wilhelm Krämer                                                                          | 1934        | |
| 280     | Theodorus Rhodius, Nicolaus Vernulaeus, Johannes Narsius: Coligny / Gustav Adolf / Wallenstein. Drei zeitgenössische lateinische Dramen                                     | Johannes Bolte                                                                          | 1933        | UB Paderborn |
| 281     | Das rheinische Marienlob, eine deutsche Dichtung des 13. Jahrhunderts | Adolf Bach                                                                              | 1934        | archive.org |
| 282     | Ferdinand Rosner: Bitteres Leiden, Oberammergauer Passionsspiel von 1750 | Otto Mausser                                                                            | 1934        | UB Paderborn |
| 283     | Johann Christian Günthers Sämtliche Werke. Bd. 4 | Wilhelm Krämer                                                                          | 1935        | |
| 284     | Johann Christian Günthers Sämtliche Werke. Bd. 5 | Wilhelm Krämer                                                                          | 1935        | |
| 285     | Bergliederbüchlein, historisch-kritische Ausgabe | Elizabeth Mincoff-Marriage                                                              | 1936        | UB Paderborn |
| 286     | Johann Christian Günthers Sämtliche Werke. Bd. 6 | Wilhelm Krämer                                                                          | 1937        | |
| 287     | Andreas Gryphius: Lateinische und deutsche Jugenddichtungen | Friedrich-Wilhelm Wentzlaff-Eggebert                                                    | 1938        | |
| 288     | Wilhelm von Humboldts Briefe an Karl Gustav von Brinkmann | Albert Leitzmann                                                                        | 1939        | |
| 290     | Die Tagebücher des Dichters Zacharias Werner. Band 1 (Texte) | Oswald Floeck                                                                           | 1939        | UB Paderborn |
| 290     | Die Tagebücher des Dichters Zacharias Werner. Band 2 (Erläuterungen) | Oswald Floeck                                                                           | 1940        | UB Paderborn |
| 291     | Bozner Bürgerspiele. Teil 1 | Anton Dörrer                                                                            | 1941        | |
| 292     | Daniel Casper von Lohenstein: Türkische Trauerspiele (Ibrahim Bassa, Ibrahim Sultan)                                                                                        | Klaus Günther Just                                                                      | 1953        | |
| 293     | Daniel Casper von Lohenstein: Römische Trauerspiele (Agrippina, Epicharis)                                                                                                  | Klaus Günther Just                                                                      | 1955        | |
| 294     | Daniel Casper von Lohenstein: Afrikanische Trauerspiele (Cleopatra, Sophonisbe)                                                                                             | Klaus Günther Just                                                                      | 1957        | |
| 295     | Martin Opitz: Gesammelte Werke. Bd. 1 | George Schulz-Behrend                                                                   | 1968        | |
| 297     | Martin Opitz: Gesammelte Werke. Bd. 3, Teil 1 | George Schulz-Behrend                                                                   | 1970        | |
| 297     | Martin Opitz: Gesammelte Werke. Bd. 3, Teil 2 | George Schulz-Behrend                                                                   | 1970        | |
| 298     | Hans Wilhelm Kirchhof: Militaris disciplina | Bodo Gotzkowsky                                                                         | 1976        | |
| 299     | Aegidius Albertinus: Hirnschleiffer | Lawrence S. Larsen                                                                      | 1977        | |
| 300     | Martin Opitz: Gesammelte Werke. Bd. 2, Teil 1 | George Schulz-Behrend                                                                   | 1978        | |
| 301     | Martin Opitz: Gesammelte Werke. Bd. 2, Teil 2 | George Schulz-Behrend                                                                   | 1979        | |
| 302     | Hans Wilhelm Kirchhof: Kleine Schriften, kritische Ausgabe, mit Bibliographie der „Wendunmuth“-Drucke                                                                       | Bodo Gotzkowsky                                                                         | 1981        | |
| 303     | Anton Ulrich Herzog zu Braunschweig und Lüneburg: Werke. Band 1, Teil 1 | Blake Lee Spahr                                                                         | 1982        | |
| 304     | Anton Ulrich Herzog zu Braunschweig und Lüneburg: Werke. Band 1, Teil 2 | Blake Lee Spahr                                                                         | 1982        | |
| 305     | Eberhard Werner Happel: Der afrikanische Tarnolast. Band 1 | John D. Lindberg                                                                        | 1982        | |
| 306     | Eberhard Werner Happel: Der afrikanische Tarnolast. Band 2 | John D. Lindberg                                                                        | 1983        | |
| 307     | Eberhard Werner Happel: Der afrikanische Tarnolast. Band 3 | John D. Lindberg                                                                        | 1983        | |
| 308     | Eberhard Werner Happel: Der afrikanische Tarnolast. Band 4 | John D. Lindberg                                                                        | 1983        | |
| 309     | Anton Ulrich Herzog zu Braunschweig und Lüneburg: Werke. Band 2, Teil 1 | Blake Lee Spahr                                                                         | 1984        | |
| 310     | Anton Ulrich Herzog zu Braunschweig und Lüneburg: Werke. Band 3, Teil 2 | Blake Lee Spahr                                                                         | 1985        | |
| 311     | Die Erzehlungen aus den mittlern Zeiten. Die erste deutsche Übersetzung des „Novellino“ aus den Kreisen der Fruchtbringenden Gesellschaft und der Tugentlichen Gesellschaft | Ulrich Seelbach                                                                         | 1985        | |
| 312     | Martin Opitz: Gesammelte Werke. Bd. 4, Teil 1 | George Schulz-Behrend                                                                   | 1989        | |
| 313     | Martin Opitz: Gesammelte Werke. Bd. 4, Teil 2 | George Schulz-Behrend                                                                   | 1990        | |
| 314     | Anton Ulrich Herzog zu Braunschweig und Lüneburg: Werke. Band 3, Teil 1 | Rolf Tarot                                                                              | 1993        | |
| 315     | Anton Ulrich Herzog zu Braunschweig und Lüneburg: Werke. Band 3, Teil 2 | Rolf Tarot                                                                              | 1993        | |
| 316     | Anton Ulrich Herzog zu Braunschweig und Lüneburg: Werke. Band 3, Teil 3 | Rolf Tarot                                                                              | 1993        | |
| 317     | Quirinus Kuhlmann: Der neubegeisterte Böhme. Band 1 | Jonathan Clark                                                                          | 1995        | |
| 318     | Quirinus Kuhlmann: Der neubegeisterte Böhme. Band 2 | Jonathan Clark                                                                          | 1995        | |
| 319     | Anton Ulrich Herzog zu Braunschweig und Lüneburg: Werke. Band 5, Teil 1 | Julie Boghardt                                                                          | 1997        | |
| 320     | Anton Ulrich Herzog zu Braunschweig und Lüneburg: Werke. Band 5, Teil 2 | Julie Boghardt                                                                          | 1997        | |
| 321     | Anton Ulrich Herzog zu Braunschweig und Lüneburg: Werke. Band 5, Teil 3 | Julie Boghardt                                                                          | 1997        | |
| 322     | Anton Ulrich Herzog zu Braunschweig und Lüneburg: Werke. Band 5, Teil 4 | Julie Boghardt                                                                          | 2000        | |
| 323     | Anton Ulrich Herzog zu Braunschweig und Lüneburg: Werke. Band 3, Teil 5 | Rolf Tarot                                                                              | 2000        | |
| 324     | Anton Ulrich Herzog zu Braunschweig und Lüneburg: Werke. Band 3, Teil 6 | Rolf Tarot                                                                              | 2000        | |
| 325     | Anton Ulrich Herzog zu Braunschweig und Lüneburg: Werke. Band 5, Teil 4 | Julie Boghardt                                                                          | 2000        | |
| 326     | Anton Ulrich Herzog zu Braunschweig und Lüneburg: Werke. Band 5, Teil 5 | Julie Boghardt                                                                          | 2000        | |
| 327     | Anton Ulrich Herzog zu Braunschweig und Lüneburg: Werke. Band 5, Teil 6 | Julie Boghardt                                                                          | 2000        | |
| 328     | Anton Ulrich Herzog zu Braunschweig und Lüneburg: Werke. Band 8, Teil 1 | Dieter Merzbacher                                                                       | 2002        | |
| 329     | Ludovico Ariosto: Die Historia vom rasenden Roland, übersetzt von Diederich von dem Werder (Leipzig 1632–1636). Band 1                                                      | Achim Aurnhammer, Dieter Martin                                                         | 2002        | |
| 330     | Ludovico Ariosto: Die Historia vom rasenden Roland, übersetzt von Diederich von dem Werder (Leipzig 1632–1636). Band 2                                                      | Achim Aurnhammer, Dieter Martin                                                         | 2002        | |
| 331     | Ludovico Ariosto: Die Historia vom rasenden Roland, übersetzt von Diederich von dem Werder (Leipzig 1632–1636). Band 3                                                      | Achim Aurnhammer, Dieter Martin                                                         | 2002        | |
| 332     | Anton Ulrich Herzog zu Braunschweig und Lüneburg: Werke. Band 8, Teil 2 | Dieter Merzbacher                                                                       | 2003        | |
| 333     | Anton Ulrich Herzog zu Braunschweig und Lüneburg: Werke. Band 8, Teil 3 | Dieter Merzbacher                                                                       | 2003        | |
| 334     | Anton Ulrich Herzog zu Braunschweig und Lüneburg: Werke. Band 9, Teil 1 | Margarete Tarot, Rolf Tarot                                                             | 2004        | |
| 335     | Anton Ulrich Herzog zu Braunschweig und Lüneburg: Werke. Band 9, Teil 2 | Margarete Tarot, Rolf Tarot                                                             | 2004        | |
| 336     | Anton Ulrich Herzog zu Braunschweig und Lüneburg: Werke. Band 9, Teil 3 | Margarete Tarot, Rolf Tarot                                                             | 2004        | |
| 337     | Anton Ulrich Herzog zu Braunschweig und Lüneburg: Werke. Band 8, Teil 4 | Dieter Merzbacher, Rolf Tarot                                                           | 2007        | |
| 338     | Anton Ulrich Herzog zu Braunschweig und Lüneburg: Werke. Band 9, Teil 4 | Margarete Tarot, Rolf Tarot                                                             | 2007        | |
| 339     | Anton Ulrich Herzog zu Braunschweig und Lüneburg: Werke. Band 6, Teil 1 | Maria Munding, Rolf Tarot                                                               | 2009        | |
| 340     | Anton Ulrich Herzog zu Braunschweig und Lüneburg: Werke. Band 6, Teil 2 | Maria Munding, Rolf Tarot                                                               | 2010        | |
| 341     | Anton Ulrich Herzog zu Braunschweig und Lüneburg: Werke. Band 6, Teil 3 | Maria Munding, Rolf Tarot                                                               | 2010        | |
| 342     | Anton Ulrich Herzog zu Braunschweig und Lüneburg: Werke. Band 7, Teil 1 | Dieter Merzbacher                                                                       | 2011        | |
| 343     | Anton Ulrich Herzog zu Braunschweig und Lüneburg: Werke. Band 7, Teil 2 | Dieter Merzbacher                                                                       | 2011        | |
| 344     | Anton Ulrich Herzog zu Braunschweig und Lüneburg: Werke. Band 7, Teil 3 | Dieter Merzbacher                                                                       | 2012        | |
| 347     | Anton Ulrich Herzog zu Braunschweig und Lüneburg: Werke. Band 7, Teil 4 | Dieter Merzbacher                                                                       | 2013        | |